# Michuhol-gu
Michuhol-gu (Hán Việt: Nam khu) là một quận của thành phố Incheon, Hàn Quốc. Nam-gu is có nhiều di tích lịch sử của Incheon: núi Munhaksan, Dohobuchungsa, hương giáo Incheon. Michuhol-gu là trung tâm về mặt địa lý và thương mại, kinh tế của Incheon.

## Hành chính
- Dohwa 1 -3 Dong
- Sungui 1 -4 Dong
- Yonghyeon 1 -5 Dong
- Juan 1 -8 Dong
- Hagik 1 -2 Dong
- Gwangyo-dong
- Munhak-dong